# Марія Титаренко
Титаренко Марія Олексіївна (нар. 10 грудня 1981, Гарячі Ключі, острів Ітуруп, Росія) — українська письменниця, журналістка, публіцистка, есеїстка, поетеса, медіадослідниця. Кандидат наук із соціальних комунікацій. Займається журналістською, науково-викладацькою роботою, пише есе, вірші та мотиваційні твори.

## Біографія
Народилася 10 грудня 1981 року у селищі Гарячі ключі на курильському острові Ітуруп, що є спірною територією Японії і Росії. 2004 року закінчила факультет журналістики Львівського національного університету імені Івана Франка. Проживає у Львові. Має двох дочок — Маню та Аліну. Працює на кафедри медіакомунікацій Українського католицького університету (УКУ).

## Журналістська діяльність
У 2002—2005 роках — журналістка мистецького об'єднання «Дзиґа». У 2004—2005 роках — колумністка львівської газети «Поступ». З 2009 року — український кореспондент журналу ONE (Нью-Йорк). Авторка нон-фікшн лабораторії на ЛітАкценті. З 2012 року викладає у Школі журналістики УКУ. Керівник магістерської програми з медіакомунікацій у 2012—2014 роках. Членкиня журі конкурсу художнього репортажу «Самовидець» видавництва «Темпора» (2016—2021).
Лауреатка конкурсу Catholic Press Award (2012).
Після початку повномасштабного вторгнення Росії в Україну запустила проєкт — Post to stop the war — покликаний підтримувати змістовний діалог з іноземцями, пояснюючи війну Росії проти України. Місія проєкту — «зробити діалоги про війну ефективними за межами наших кордонів без підміни понять та розмитих формулювань». Він передбачає ключових меседжів (не новин) різними мовами з коротким текстовим та графічним поясненням війни Росії в Україні. Над проєктом працює команда фахівців комунікацій, культурології, економіки та історії, а також волонтерів у різних країнах, завдяки яким меседжі адаптовуються різними мовами.

## Науково-педагогічна діяльність
З 2004 року займається науково-педагогічною роботою. Стипендіатка програми Фулбрайта (2008—2009).
Протягом 8 років працювала у Львівському національному університеті ім. І. Франка, з 2014 р. дотепер — в Українському католицькому університеті
- Кандидат наук із соціальних комунікацій. Дисертація «Світоглядна публіцистика: семантика, аксіологія, антропомоделі»[9] була захищена в Класичному приватному університеті (Запоріжжя) у 2012 р. за спеціальністю 27.00.04 «Теорія та історія журналістики».

- Доцент кафедри медіакомунікацій УКУ[3]. У різні роки педагогічної діяльності викладала наступні курси: теорію медій і суспільства, есеїстику, креативне письмо (творчопис), репортажистику, публічні комунікації, сторитейлінг, драматургію науки, художній репортаж, Американську літературну журналістику, публічний виступ та ін.
- Розробниця авторського курсу «Жіноча нон-фікшн журналістика», який викладала у 2015, 2017 р. в межах Лекторію СУА[10]. У 2015 р. акцент в курсі був зроблений на сучасну українську жіночу нон-фікшн журналістику[11].
- Засновниця і керівник магістерської програми з медіакомунікацій УКУ у 2012—2014 роках.
- Авторка майстерні з есеїстики на Освіторії[12].
- Співавторка проєкту для вчителів від ГО «Смарт освіта» «Національний проєкт: пишемо есе», що розпочався у 2024 році[13].

У січні 2024 р. отримала нагороду «Викладач року УКУ».
«Викладач має бути воїном світла. Роль воїнства світла — боротись із темрявою і злом, боротись усіма можливими засобами» — Марія Титаренко

## Творча діяльність
У 2010 році видана поетична збірка «IMPASTO». Збірка отримала відзнаку Літературної премії імені Богдана-Ігоря Антонича «Привітання життя».
Новела Марії Титаренко «Мерехтіння» увійшла до збірки новел «Мерехтіння — Євромайдан. Хроніка в новелах», що була надрукована у 2014 році у видавництві «Discursus».
Новела «Півгодини Неба» (2013) принесла авторці перемогу на конкурсі Новела по-українськи.
Есей «Століття моєї Мані, або Ефект Метлика» (2015) переміг у міжнародному конкурсі есеїв від журналу «Fountain» у 2015 році.
Поему «Мости» в англомовному перекладі анімовано на замовлення журналу «Trafika Europe» та розміщено на Youtube-каналі Trafika Europe. Автором відео є Моллі Фініган, саундтрек Девіда Фінігана, переклад англійською з української Майкла Найдана, текст читає Марія Титаренко.
У 2019 році у «Видавництві Старого Лева» вийшла збірка есеїв Марії Титаренко «Комунікації від нуля. Есеї для Мані», що увійшла до списку найкращих українських книжок 2019 року за версією PEN Ukraine та була номінована, Премії Львова — Міста літератури ЮНЕСКО 2019, а також на Премію Книги року ВВС — Есеїстика-2019, на здобуття «Премії Шевельова-2019». Рецензію на книгу написав Леонід Фінберг. Це книжка про незвичний ракурс спілкування, подібний до дитячого вміння комунікувати: на рівні слів, мовчання, співопису, обіймів, цілунків, запахів тощо. Виклад підкріплений цікавими історіями і прикладами відомих спікерів, авторськими знахідками й помилками, а також жартами, грою слів і уяви. Книга «Комунікації від нуля. Есеї для Мані» є письменницьким дебютом Марії Титаренко. Один з есеїв «Пасовисько для равликів» присвячено мікрорайону Сихів у Львові, де живе письменниця.
У 2020 році у «Видавництві Старого Лева» опубліковано оповідання «Термін придатності снігу» у збірці «Коли сніг пахне мандаринками».
У 2023 році у видавництві «Лабораторія» видала книгу «Не музи, а м'язи. 50 вправ із творчопису», у якій зібрано 50 авторських вправ для тренування креативного письма. Вправи спрямовані на вироблення та увиразнення авторського почерку (читача), розуміння принципів конструювання тексту, пропрацьовування різних технік та прийомів творчописання. Вони передбачають роботу з візуальними дієсловами, афоризмами, прислів'ями та приказками, сенсибельністю тексту (здатність у тексті подразнювати органи чуття читача) та ольфакторним простором (простір запаху в тексті). Книга увійшла до списку найкращих українських книжок 2023 за версією PEN Ukraine.
Новели та вірші Марії Титаренко увійшли до збірок:
- Екзальтація — Королівський ліс, Альманах кохання. — Львів: ЛА «Піраміда», 2002.
- «Ю» (уривки листування в чаті) — Смарагдовий жмуток казусів від вельми цікавих людей. — Львів: ЛА «Піраміда», 2004.
- Selected poetry — International Poetry Review Twenty-Five Years Of Ukrainian Poetry (1985—2010): New Voices with the Freedom to Create — Vol. XXXVI Fall 2010, Number 2.
- Вибрана поезія (2008—2013). — Мистецько-літературний портал «Захід-Схід».
- Ближче до істини: єврейський, християнський і мусульманський погляди на авраамічну жертовність. –Tughra Books, 2023 (новела «Жертва заради життя. Історія однієї української колискової»)